# MADiSON
MADiSON est un jeu vidéo d'horreur à la première personne développé et publié par Bloodious Games. Il est sorti le 8 juillet 2022 pour Microsoft Windows (via Steam, GOG et Epic) et sur consoles PlayStation 4, PlayStation 5, Xbox One et Xbox Series X/S.  La version Nintendo Switch est sortie le 29 juillet 2022. 

## Système de jeu
MADiSON se concentre sur l'utilisation d'un appareil photo instantané pour connecter le monde des vivants à celui des morts. De cette façon, le joueur utilisera la caméra tout au long de l'histoire pour résoudre des énigmes, découvrir des secrets qui ne peuvent être vus à l'œil nu et chasser des entités démoniaques, entre autres. Le jeu vidéo se déroule principalement à l'intérieur d'une grande maison, mais le joueur traversera différents scénarios, comme une église et des tunnels,.  

## Synopsis
Le jeu se déroule dans une grande maison, où le joueur prend le contrôle de Luca, un jeune de 16 ans qui reçoit un appareil photo instantané pour ses 16 ans. Cette caméra a appartenu à un tueur en série 30 ans plus tôt, et grâce à elle, il va contacter le jeune homme pour mettre fin à un rituel macabre.  

## Développement
Le jeu a commencé son développement en 2016, mais a été annoncé via une démo publiée sur itch.io un an plus tard. Cette démo a été très bien accueillie par les utilisateurs, dépassant les 100 000 téléchargements sur la plateforme. Le studio a poursuivi le développement du jeu et a finalement informé en 2021 son lancement sur PC via une bande-annonce. Dévoilant la deuxième bande-annonce un mois plus tard à la Gamescom, le studio a révélé la date de sortie officielle après 5 ans de développement, confirmant que le jeu sortirait le 7 janvier 2022,,.
Le studio a reporté la date de sortie au 24 juin 2022, invoquant les inconvénients liés à la publication du jeu sous le nom commercial précédemment utilisé. Le jeu est à nouveau repoussé en juin 2022 pour annoncer une date de sortie pour le 8 juillet 2022,.
Le développement d'une version du jeu pour consoles a été confirmé et son lancement est prévu pour la même date que la version PC.  Il est publié sur PS5, PS4 et Xbox Series X/S, avec  également une sortie sur Nintendo Switch environ un mois plus tard et une édition physique dans certains pays,. 

## Accueil
Les critiques du jeu sont assez bonnes comme en témoigne l'agrégateur de score Metacritic qui, en rassemblant les notes de plusieurs tests, a donné une moyenne de 75/100 sur PC.

## Récompenses
| Année | Récompense    | Catégorie    | Résultat      | Réf.   |
| ----- | ------------- | ------------ | ------------- | ------ |
| 2018  | EVA Expo 2018 | Meilleur Jeu | People Choice | [ 19 ] |